# Чемпионат СССР по альпинизму
Чемпионат СССР по альпинизму — командные соревнования, проводимые в горах в течение летнего сезона.
Чемпионаты СССР по альпинизму проводились регулярно с 1949 года по 1991 год  в разных классах восхождений. Соревнования были командные.
Первоначально ежегодные чемпионаты СССР проводились в трёх классах:
- Класс технически сложных восхождений
- Класс траверсов
- Класс высотных восхождений

С 1965 г. чемпионаты проводились в четырёх классах: добавился высотно-технический класс.
Уже первые годы проведения первенства страны по альпинизму показали эффективность системы соревнований. С каждым годом увеличивалось число команд-участниц первенства. Усложнялись маршруты к вершинам. Всё это положительно повлияло на дальнейший рост спортивного мастерства.
С ростом качества спортивных восхождений совершенствовалась спортивная система советского альпинизма. В результате введения разрядных нормативов (1946 г.), первенства по альпинизму (1948 г.) и распространения на их призёров награждения спортивными медалями (1953 г.) альпинизм встал в общий строй видов спорта, культивируемых в СССР.
После распада СССР проводится открытый чемпионат СНГ по альпинизму. C 2012 года проходит Чемпионат мира по альпинизму (EAMA) проводимый Евроазиатской ассоциацией альпинизма и скалолазания.